# Novasol
Novasol A/S è una società danese con sede a Virum, nelle vicinanze di Copenaghen, e fornisce case vacanze e appartamenti in 27 paesi europei.

## Storia dell'azienda
La società è stata fondata il 28 dicembre 1968 nel quartiere Nørrebro di Copenaghen, sotto il nome di Nordiske Ferie.
Con gli anni, Novasol A/S si è trasformata in Novasol Group, acquisendo altre aziende, tra cui Dansommer nel 2001 e Cuendet, fornitore di alloggi di lusso, nel 2009.
Nel 2002, l'acquisizione della compagnia olandese Happy Home ha portato all'aggiunta di 2.600 alloggi.
Nel 2016, Novasol ha acquisito la società spagnola Friendly Rentals e la belga Ardenne-Etape.
All'inizio del 2017, l'azienda ha acquisito la compagnia tedesca Wimdu, raggiungendo così un catalogo di 50.000 alloggi.

## Catalogo
Novasol è uno dei più grandi fornitori di case e appartamenti per vacanze in Europa, con 50.000 alloggi in 27 paesi e circa 2 milioni di ospiti all'anno.
L'azienda offre, oltre a case e appartamenti, anche case galleggianti, villaggi vacanze e strutture specifiche per vacanze estive, invernali o adatte ad ospitare animali domestici.
Con uffici in 16 paesi europei, il sito e il catalogo Novasol sono tradotti in 19 lingue.